# Anthony Quinn
Pour les articles homonymes, voir Quinn.
Quinn  Oaxaca est un nom espagnol. Le premier nom de famille, en général paternel, est Quinn ; le second, en général maternel, souvent omis, est Oaxaca.
Anthony Quinn [ˈænθəni kwɪn], né Manuel Antonio Rodolfo Quinn Oaxaca le 21 avril 1915 à Chihuahua (Mexique) et mort le 3 juin 2001 à Boston (États-Unis), est un acteur, producteur, réalisateur et artiste peintre mexicano-américain, d'origine mexicaine par sa mère et irlandaise par son père.

## Biographie

### Enfance, formation et débuts
Manuel Quinn Oaxaca naît en 1915. Il est le fils de la Mexicaine Manuela « Nellie » (née Oaxaca) et de Francisco « Frank » Quinn, lui-même né d'un père immigrant irlandais du comté de Cork et d'une mère mexicaine. Frank Quinn aurait été compagnon d'armes du révolutionnaire mexicain Pancho Villa ; il déménage plus tard dans le quartier Est de Los Angeles, à City Terrace (en), et devient cameraman assistant dans un studio de cinéma.
Après une enfance difficile mais heureuse dans les bidonvilles de Los Angeles (où un accident l'obligera à subir une opération de la langue), Manuel suit des cours de diction auprès de Katherine Hamill qui enseigne aussi l'art dramatique. Prenant goût à la comédie, il répond à une annonce passée par l'actrice Mae West et devient son partenaire sur scène dans Clean Beds (1933), puis tourne dans plusieurs films de série B.

### Carrière
Grâce à son physique latino, Anthony Quinn intègre en 1937 l'équipe B des studios jô[Quoi ?] et, pendant trois ans, tourne une vingtaine de films « alimentaires ».
Se battant contre les stéréotypes, il décide de s'engager avec la 20th Century Fox en 1942. Ce départ lui ouvre des seconds rôles dans des films importants du studio. Toutefois, les rôles d'Indiens, de Mexicains et d'étrangers le lassent. Dès 1945, il devient free agent, c'est-à-dire qu'il n'appartient à aucun studio ; il peut ainsi jouer dans des films plus ambitieux.

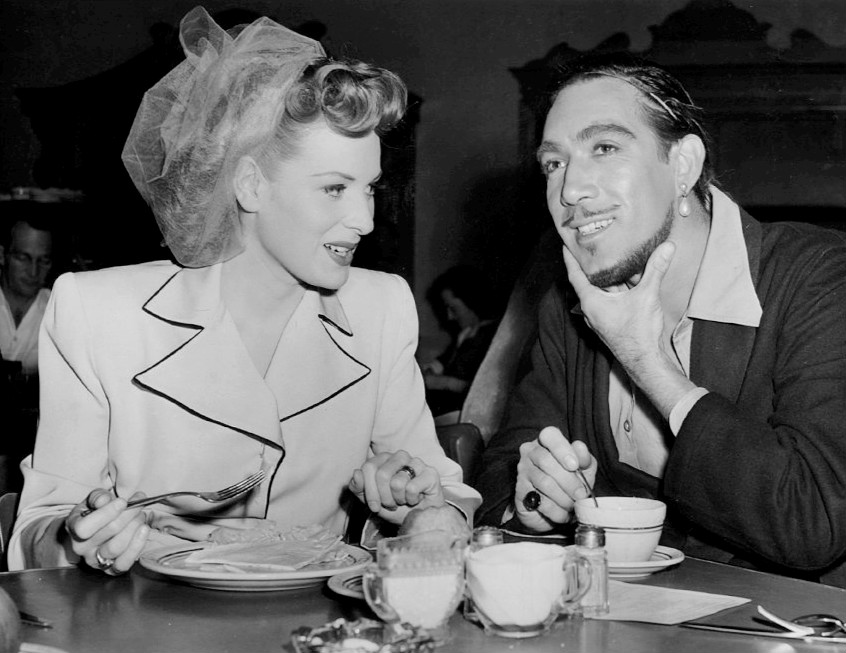
Maureen O'Hara et Anthony Quinn au cours du tournage du film Sinbad le marin (1947).

Dès lors, sa carrière s'intensifie. Il s'installe à New York avec sa famille. Après quelques pièces à Broadway, le réalisateur Elia Kazan l'invite à intégrer l'école Actors Studio. Anthony reprend à Marlon Brando le rôle de Stanley Kowalski dans Un tramway nommé Désir pour la tournée américaine, Brando étant occupé par sa carrière cinématographique.
1953 est un tournant dans sa carrière lorsque Elia Kazan décide de réunir ses deux meilleurs acteurs pour tourner Viva Zapata !. Le film est important pour Anthony Quinn car son père a participé à cet épisode de l'histoire mexicaine. Ce film vaut à l'acteur son premier Oscar du meilleur second rôle et il devient une grande vedette. Dès lors, il enchaîne tous les genres de films.

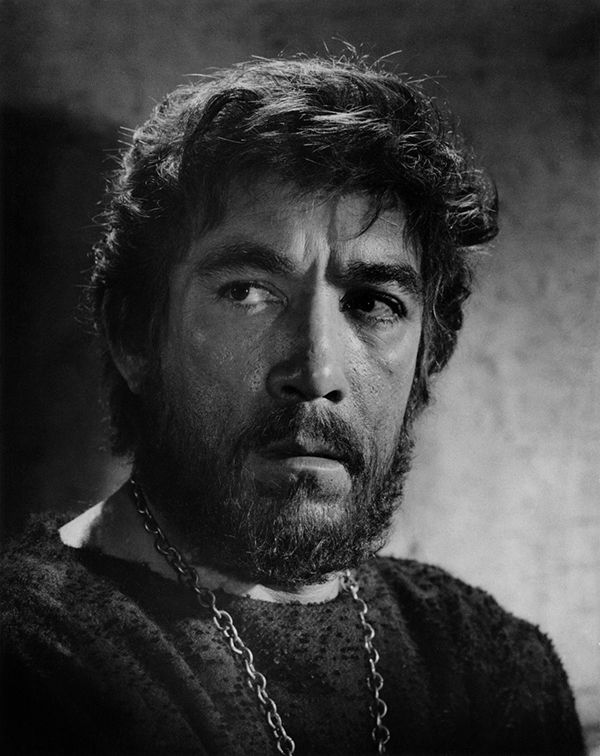
Anthony Quinn dans Barabbas (1961).

Tournant près de six films par an, ses envies de liberté l'orientent vers l'Europe où les réalisateurs n'hésitent pas à lui donner des rôles à la mesure de son talent. En 1954, avec l'inoubliable Zampano dans La Strada de Federico Fellini, il devient une star internationale. En 1956, il remporte son second Oscar pour La Vie passionnée de Vincent van Gogh, qui assied définitivement son statut.
Il alterne films commerciaux et chefs-d'œuvre, comme Lawrence d'Arabie en 1963, mais cette même année est aussi une année sombre pour l'acteur : il doit faire face à des problèmes familiaux, la révélation par la presse de ses nombreuses relations et la naissance d'un enfant qu'il a eu avec sa maîtresse. En 1964, Zorba le Grec couronne sa carrière avec d'excellentes critiques, huit nominations aux Oscars et la confirmation qu'il peut continuer à tourner à l'étranger.
Acteur aux 250 films, Anthony Quinn met un terme à sa carrière cinématographique pour se consacrer à la peinture et à la sculpture. Il expose notamment en mai 1990 ses créations au CNIT de la Défense à Paris. Il participe également à plusieurs documentaires, sur Martin Luther King (King: A Filmed Record... Montgomery to Memphis, 1970, de Joseph L. Mankiewicz et Sidney Lumet) et sur les problèmes d'intégration des Hispano-Américains (The Voice of La Raza, 1972, de William Greaves).
Il publie son autobiographie en 1992, intitulée Mon péché originel, ainsi que sa suite trois ans plus tard, La Balade des sept collines.

### Vie privée

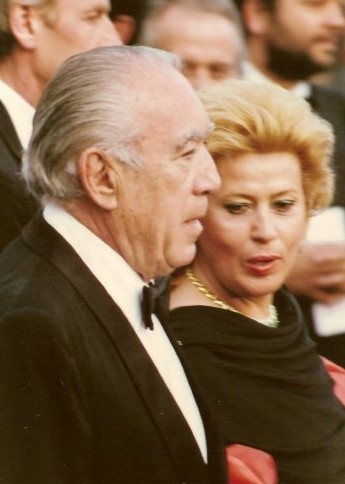
Anthony Quinn en 1990 avec sa seconde épouse, Jolanda Addolori.

En 1937, Anthony Quinn épouse Katherine DeMille, la fille adoptive du grand cinéaste de l'époque Cecil B. DeMille. Ils divorcent en 1963. En 1966, il épouse une costumière italienne, Jolanda Addolori. Enfin, à l'âge de 82 ans, il épouse Kathy Benvin (32 ans), son ancienne secrétaire.
Il est le père de treize enfants, outre Christopher (1939-1941), noyé dans la fontaine du jardin familial : Alex, Antonia, Catalina (1942), Christina (1941), Francesco (1963-2011), Danny, Duncan (1945), Lorenzo (1966), Ryan, Sean et Valentina (1952).

## Filmographie

### Acteur

#### Cinéma

##### Années 1930
- 1936 : Soupe au lait (The Milky Way) de Leo McCarey : un figurant
- 1936 : Parole (en) de Lew Landers : Zingo Browning
- 1936 : Sworn Enemy (en) de Edwin L. Marin : un gangster
- 1936 : Une aventure de Buffalo Bill de Cecil B. DeMille : un indien Cheyenne
- 1936 : Night Waitress (en) de Lew Landers (court métrage) : un gangster
- 1937 : Trompette Blues de Mitchell Leisen : le Don
- 1937 : L'Amour à Waikiki de Frank Tuttle : Kimo
- 1937 : Under Strange Flags (en) d'Irvin Willat : le soldat rebelle
- 1937 : Le Dernier Train de Madrid de James P. Hogan : le capitaine Ricardo Álvarez
- 1937 : Partners in Crime (en) de Ralph Murphy : Nicholas Mazaney
- 1937 : La Fille de Shanghai de Robert Florey : Harry Morgan
- 1938 : Les Flibustiers de Cecil B. DeMille : Renato Beluche
- 1938 : Dangerous to Know de Robert Florey : Nicholas « Nicki » Kusnoff
- 1938 : Vénus de la route (en) (Tip-Off Girls) de Louis King : Marty
- 1938 : Hunted Men (en) de Louis King : Legs
- 1938 : Bulldog Drummond en Afrique (en) (Bulldog Drummond in Africa) de Louis King : Fordine, un homme de main
- 1938 : L'Évadé d'Alcatraz de Robert Florey : Lou Gedney
- 1939 : Island of Lost Men de Kurt Neumann : Chang Tai
- 1939 : Le Roi de Chinatown de Nick Grinde : Mike Gordon
- 1939 : Pacific Express de Cecil B. DeMille : Jack Cordray, un homme de main de Campeau
- 1939 : Le Gangster espion d'Edward Dmytryk : Forbes

##### Années 1940

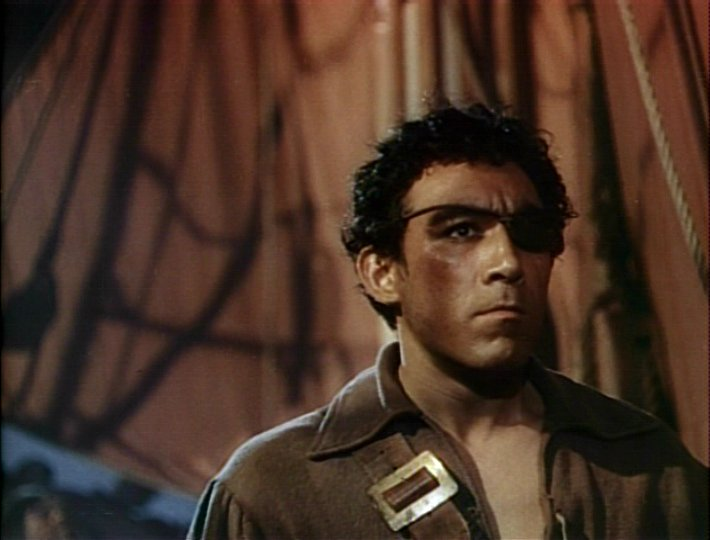
Dans Le Cygne noir (1942).

- 1940 : Police-secours d'Edward Dmytryk : Nick Buller
- 1940 : En route vers Singapour de Victor Schertzinger : Caesar
- 1940 : Parole Fixer (en) de Robert Florey (court métrage) : Francis « Big Boy » Bradmore
- 1940 : Le Mystère du château maudit de George Marshall : Ramón / Francisco Mederos
- 1940 : Ville conquise d’Anatole Litvak, Jean Negulesco : Murray Burns
- 1940 : Le Retour des Texas Rangers (en) (Texas Rangers Ride Again) de James P. Hogan : Joe Yuma
- 1941 : Knockout (en) de William Clemens : Harry Trego
- 1941 : Thieves Fall Out (en) de Ray Enright : Chic Collins
- 1941 : Arènes sanglantes de Rouben Mamoulian : Manola de Palma
- 1941 : Bullets for O'Hara (en) de William K. Howard (court métrage) : Tony Van Dyne, alias de Tony Millard
- 1941 : La Charge fantastique de Raoul Walsh : le chef indien Crazy Horse
- 1941 : Scandale à Honolulu (en) (The Perfect Snob) de Ray McCarey : Alex Moreno
- 1941 : Larceny, Inc. de Lloyd Bacon : Leo Dexter
- 1942 : En route vers le Maroc de David Butler : Mullay Kasim
- 1942 : Le Cygne noir de Henry King : Wogan
- 1943 : L'Étrange Incident de William A. Wellman : Juan Martínez / Francisco Morez
- 1943 : Guadalcanal de Lewis Seiler : Jesus « Soose » Alvarez
- 1944 : Buffalo Bill de William A. Wellman : le chef Cheyenne Main Jaune
- 1944 : Ladies of Washington (en) de Louis King : Michael Romanescue
- 1944 : Roger Touhy, Gangster (en) : de Robert Florey : George Carroll
- 1944 : Pour les beaux yeux de ma belle : Al Jackson
- 1945 : China Sky (en) de Ray Enright : Chen-Ta
- 1945 : Drôle d'histoire de Gregory Ratoff : le chef indien Badger
- 1945 : Retour aux Philippines d’Edward Dmytryk : le capitaine Andrés Bonifácio
- 1946 : Californie terre promise de John Farrow : Don Luís Rivera y Hernandez
- 1947 : Sinbad le marin de Richard Wallace : Emir
- 1947 : Suprême aveu (en) (The Imperfect Lady) de Lewis Allen : Jose Martínez
- 1947 : Le Gagnant du Kentucky (Black Gold) de Phil Karlson : Charley Eagle
- 1947 : Taïkoun de Richard Wallace : Ricky Vegas

##### Années 1950

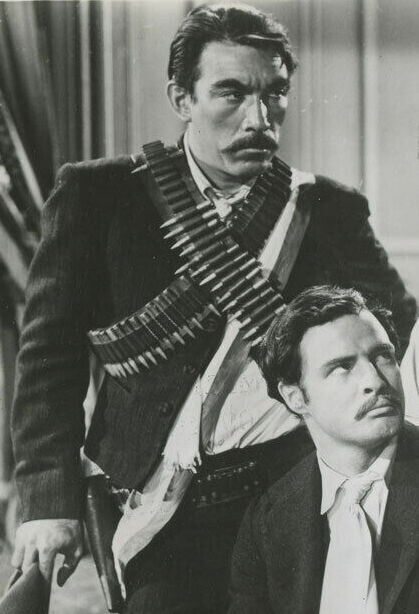
Avec Marlon Brando dans Viva Zapata! (1952).

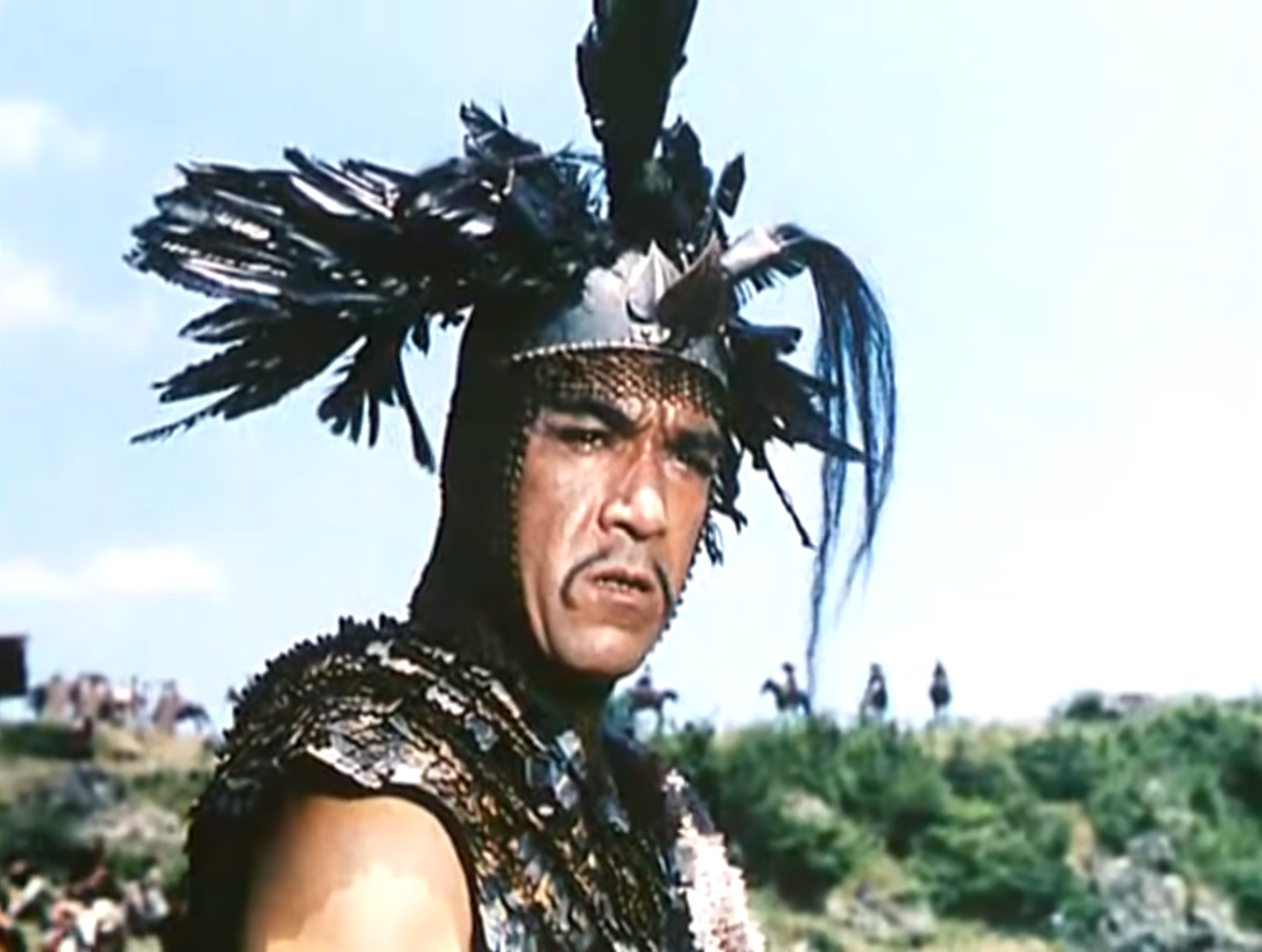
Dans Attila, fléau de Dieu (1954).

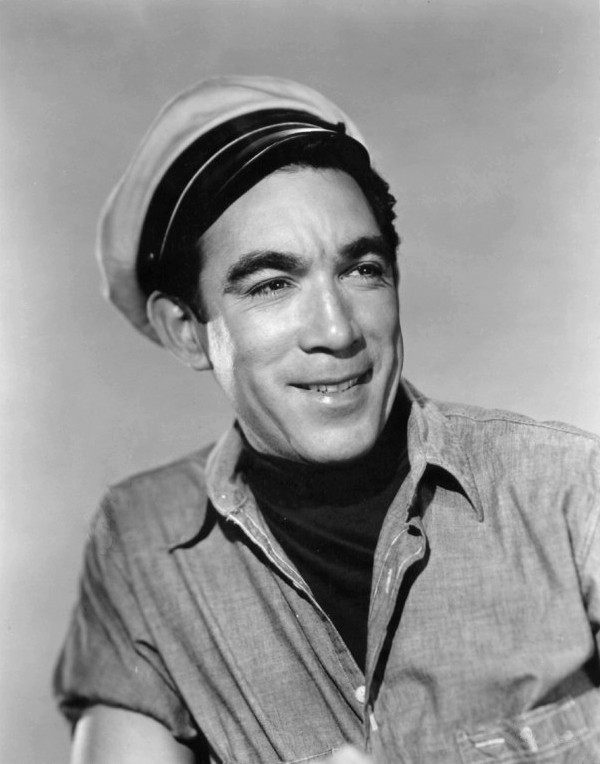
Anthony Quinn vers 1955.

- 1951 : La Corrida de la peur (The Brave Bulls) de Robert Rossen : Raul Fuentes
- 1951 : L'Épée de Monte Cristo (Mask of the Avenger) de Phil Karlson : Viovanni Larocca
- 1952 : Viva Zapata ! d’Elia Kazan : Eufemio
- 1952 : Le Proscrit de Phil Karlson : le prince Ramón
- 1952 : Vaquero de John Farrow : José Esqueda
- 1952 : Le monde lui appartient de Raoul Walsh : Portugee
- 1952 : À l'abordage de George Sherman : le capitaine Roc Brasiliano
- 1953 : Il più comico spettacolo del mondo de Mario Mattoli
- 1953 : Femmes damnées (Donne proibite) de Giuseppe Amato : Francesco Caserto
- 1953 : Duel en Sicile de Carmine Gallone : Alfio
- 1953 : La Cité sous la mer de Budd Boetticher : Tony Bartlett
- 1953 : L'Expédition du Fort King de Budd Boetticher : Osceola / John Powell
- 1953 : À l'est de Sumatra de Budd Boetticher : Kiang
- 1953 : Le Souffle sauvage de Hugo Fregonese : Ward « Paco » Conway
- 1954 : Nettoyage par le vide de Victor Saville : Johnny McBride
- 1954 : La strada de Federico Fellini : Zampanò
- 1954 : Attila, fléau de Dieu de Pietro Francisci : le Hun Attila
- 1954 : Ulysse de Mario Camerini : Antinoos
- 1955 : Le Brave et la Belle de Budd Boetticher : Luís Santos
- 1955 : The Naked Street (en) de Maxwell Shane : Phil Regal
- 1955 : Le Secret des sept cités (Seven Cities of Gold) de Robert D. Webb : le capitaine Gaspar de Portola
- 1956 : La Vie passionnée de Vincent van Gogh de Vincente Minnelli : le peintre Paul Gauguin
- 1956 : Le Tueur et la Belle (en) (Man from Del Rio) de Harry Horner : Dave Robles
- 1956 : Notre-Dame de Paris de Jean Delannoy : Quasimodo
- 1956 : La Virée fantastique (en) (The Wild party) de Harry Horner : Tom Kupfen
- 1957 : Le Bord de la rivière de Allan Dwan : Ben Cameron
- 1957 : La Chevauchée du retour (The Ride Back) d’Allen H. Miner (en) : Bob Kallen
- 1957 : Car sauvage est le vent de George Cukor : Gino
- 1958 : Vague de chaleur de Daniel Mann : John Henry Duval
- 1958 : L'Orchidée noire de Martin Ritt : Frank Valente
- 1959 : Les Dents du diable (The Savage Innocents) de Nicholas Ray, Baccio Bandini : Inuk
- 1959 : L'Homme aux colts d'or d’Edward Dmytryk : Tom Morgan
- 1959 : La Diablesse en collant rose de George Cukor : Tom Healy
- 1959 : Le Dernier Train de Gun Hill de John Sturges : Craig Belden

##### Années 1960

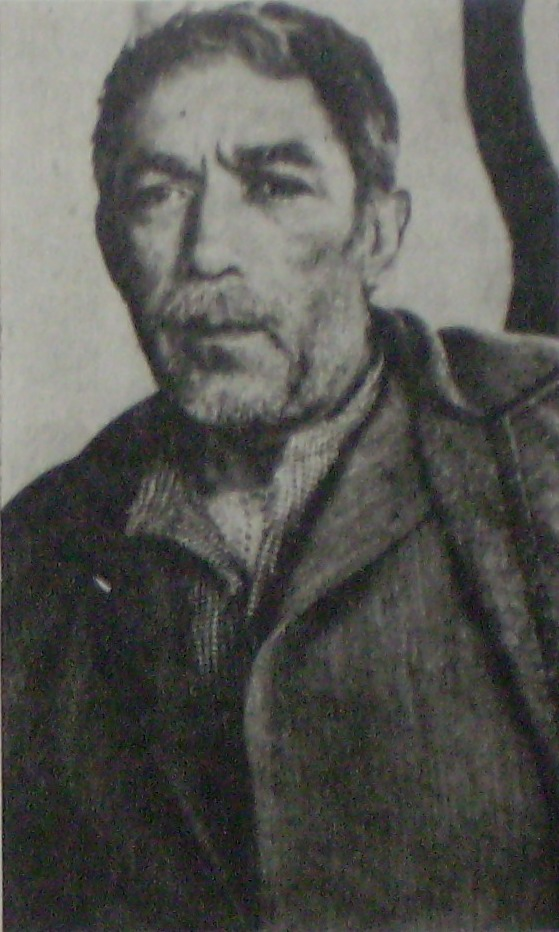
Dans Zorba le Grec (1964).

- 1960 : Meurtre sans faire-part de Michael Gordon : le docteur David Rivera
- 1961 : Les Canons de Navarone de J. Lee Thompson : le colonel Andrea Stavros
- 1962 : Barabbas de Richard Fleischer : Barabbas
- 1962 : Requiem pour un champion de Ralph Nelson : Louis « Mountain » Rivera
- 1962 : Lawrence d'Arabie de David Lean : Aouda Abou Tayi
- 1963 : Et vint le jour de la vengeance de Fred Zinnemann : Vinolas
- 1963 : La Rancune de Bernhard Wicki : Serge Miller
- 1964 : Zorba le Grec de Michael Cacoyannis : Alexis Zorba
- 1965 : Cyclone à la Jamaïque d’Alexander Mackendrick : le capitaine Chávez
- 1965 : La Fabuleuse Aventure de Marco Polo de Denys de La Patellière et Noël Howard : Kublai Khan
- 1966 : Les Centurions de Mark Robson : le lieutenant-colonel Pierre Raspeguy
- 1966 : La Vingt-cinquième Heure d’Henri Verneuil : Johann Moritz
- 1967 : Les Détraqués de Elliot Silverstein : Roc Delmonico
- 1967 : Peyrol le boucanier de Terence Young : Peyrol
- 1968 : La Bataille de San Sebastian d'Henri Verneuil : Leon Alastray
- 1968 : Les Souliers de saint Pierre de Michael Anderson : Kiril Lakota
- 1968 : Jeux pervers de Guy Green : Maurice Conchis
- 1969 : Le Secret de Santa Vittoria de Stanley Kramer : Italo Bombolini
- 1969 : A Dream of Kings (en) de Daniel Mann : Matsoukas

##### Années 1970

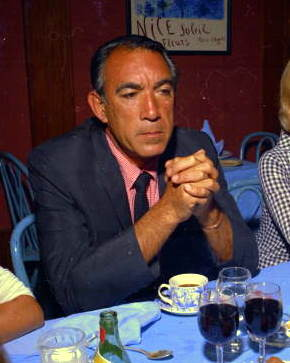
Anthony Quinn, vers 1970.

- 1970 : La Pluie de printemps de Guy Green : Will Cade
- 1970 : RPM de Stanley Kramer : le professeur F.W.J. « Paco » Perez
- 1970 : L'Indien de Carol Reed : Flapping Eagle
- 1972 : The Voice of La Raza : le narrateur
- 1972 : El Asesinato de Julio César
- 1972 : Meurtres dans la 110e rue de Barry Shear : le capitaine Mattelli
- 1973 : Los amigos de Paolo Cavara : Erastus « Deaf » Smith
- 1973 : Don Angelo est mort de Richard Fleischer : Don Angelo
- 1973 : Marseille contrat de Robert Parrish : Steve Ventura
- 1975 : L'Héritage de Mauro Bolognini : Gregorio Ferramonti
- 1976 : Le Message L'Histoire de l'Islam de Moustapha Akkad : Hamza ibn Abd al-Muttalib, oncle paternel du prophète Mahomet.
- 1976 : Un risque à courir (Target of an Assassin) de Peter Collinson : Ernest Hobday
- 1976 : Bluff de Sergio Corbucci : Philip Bang
- 1978 : Caravans de James Fargo : Zulffiqar
- 1978 : L'Empire du Grec de J. Lee Thompson : Theo Tomasis
- 1978 : The Children of Sanchez de Hall Bartlett : Jesus Sanchez
- 1978 : Passeur d'hommes de J. Lee Thompson : le Basque

##### Années 1980

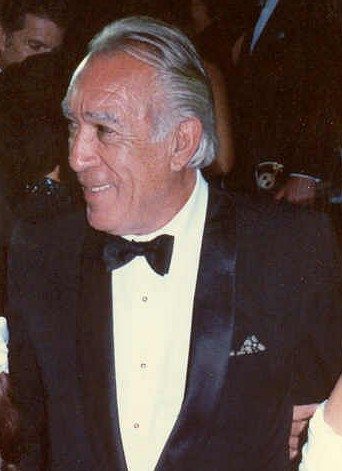
Anthony Quinn en 1988.

- 1980 : Le Lion du désert de Moustapha Akkad : Omar Mukhtar
- 1981 : La Salamandre de Peter Zinner : Bruno Manzini
- 1981 : Crosscurrent
- 1981 : Les Risques de l'aventure (High Risk) de Stewart Raffill : Mariano
- 1982 : Regina Roma de Jean-Yves Prate : Papa
- 1982 : Valentina (es) d'Antonio Betancor (es): Mosen Joaquin
- 1988 : Pasión de hombre de José Antonio de la Loma : Maurici
- 1989 : Stradivari de Giacomo Battiato : Antonio Stradivari
- 1989 : Vengeance de Tony Scott : Tiburon « Tibby » Mendez

##### Années 1990
- 1990 : Amour fantôme (Ghosts Can't Do It) de John Derek : Scott
- 1990 : Jungle Fever de Spike Lee : Lou Carbone
- 1990 : A Star for Two (Une étoile pour deux) de Jim Kaufman
- 1991 : Ta mère ou moi de Chris Columbus : Nick Acropolis
- 1991 : Les Indomptés de Michael Karbelnikoff : Don Giuseppe Masseria, alias « Joe The Boss »
- 1993 : Last Action Hero de John McTiernan : le parrain Tony Vivaldi
- 1994 : Somebody to Love d’Alexandre Rockwell : Emillio
- 1995 : Les Vendanges de feu d’Alfonso Arau : Don Pedro Aragón
- 1995 : Seven Servants (en) de Daryush Shokof : Archie
- 1996 : Il Sindaco (en) (Il Sindaco) : Antonio Baracano
- 1999 : Oriundi (en) de Ricardo Bravo : Giuseppe Padovani

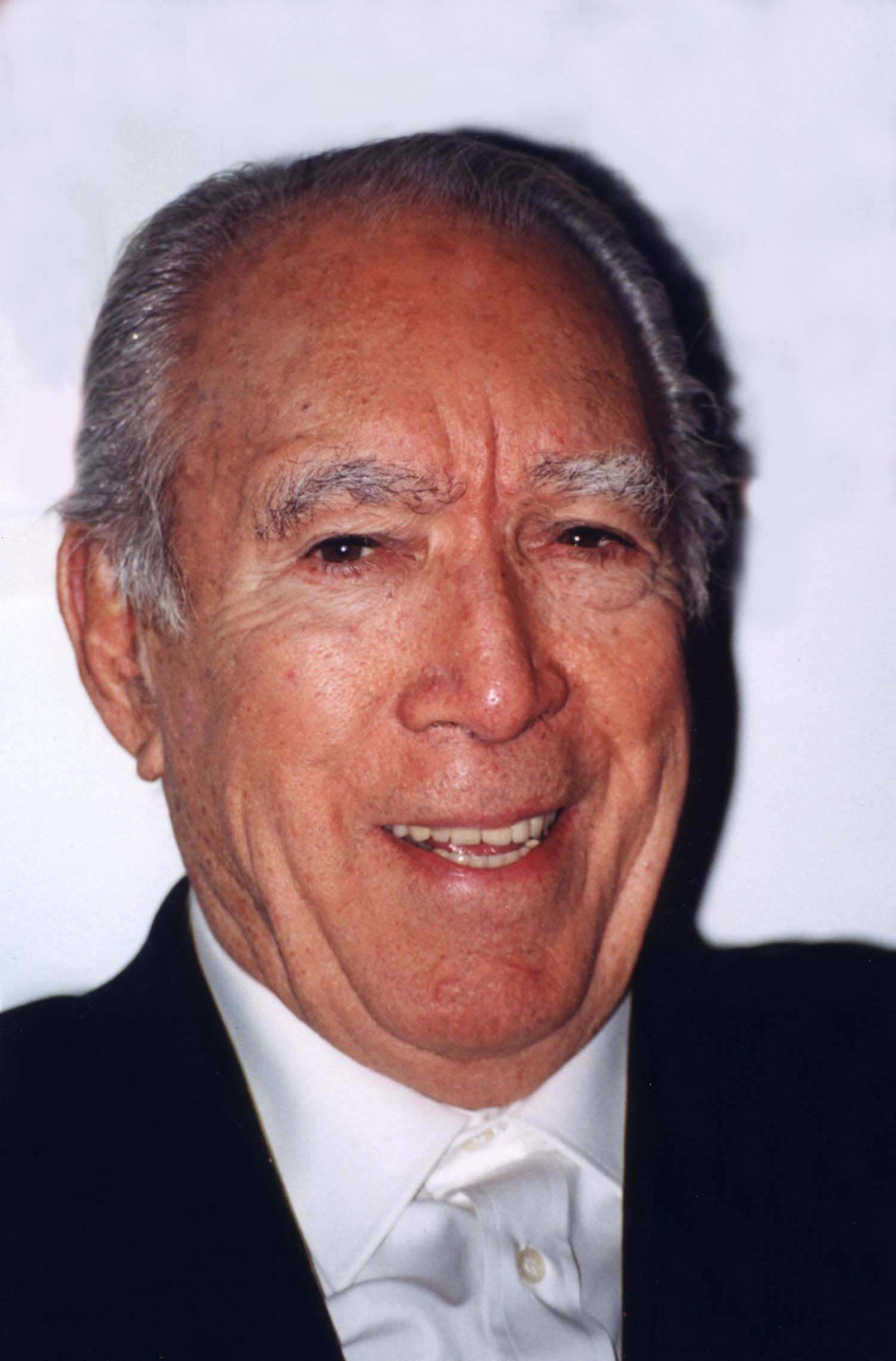
Anthony Quinn en 2000.

##### Années 2000
- 2000 : Terra de canons : Sr. de Sicart
- 2002 : Mafia Love de Martyn Burke : Angelo Allieghieri

#### Télévision
- 1971 : The City de Daniel Petrie : le maire Thomas Jefferson Alcala
- 1971 : L'Homme de la cité (série, 1971-72) : Thomas Jefferson Alcala
- 1977 : Jésus de Nazareth : Caïphe
- 1987 : L'Isola del tesoro : Long John Silver
- 1988 : Onassis, l'homme le plus riche du monde (Onassis: The Richest Man in the World) : Aristote Onassis
- 1990 : Il Mago
- 1990 : Le Vieil Homme et la Mer (en) : Santiago
- 1994 : Un amour oublié d’Anthony Harvey : Michael Reyman
- 1994 : Hercule et les Amazones (Hercules and the Amazon Women) : Zeus
- 1994 : Hercule et le Royaume oublié (Hercules and the Lost Kingdom) : Zeus
- 1994 : Hercule et le Cercle de feu (Hercules and the Circle of Fire) : Zeus
- 1994 : Hercule et le Monde des ténèbres (Hercules in the Underworld) : Zeus
- 1994 : Hercule et le Labyrinthe du Minotaure (Hercules in the Maze of the Minotaur) : Zeus
- 1995 : La Noche de los castillos : Rey Falop
- 1996 : Gotti : Neil Dellacroce
- 1999 : Camino de Santiago : Félix Foulé

### Producteur
- 1963 : La Rancune de Bernhard Wicki
- 1964 : Zorba le Grec de Michael Cacoyannis
- 1972 : Meurtres dans la 110e Rue de Barry Shear
- 1999 : Oriundi

### Réalisateur
- 1957 : Les Boucaniers

## Distinctions

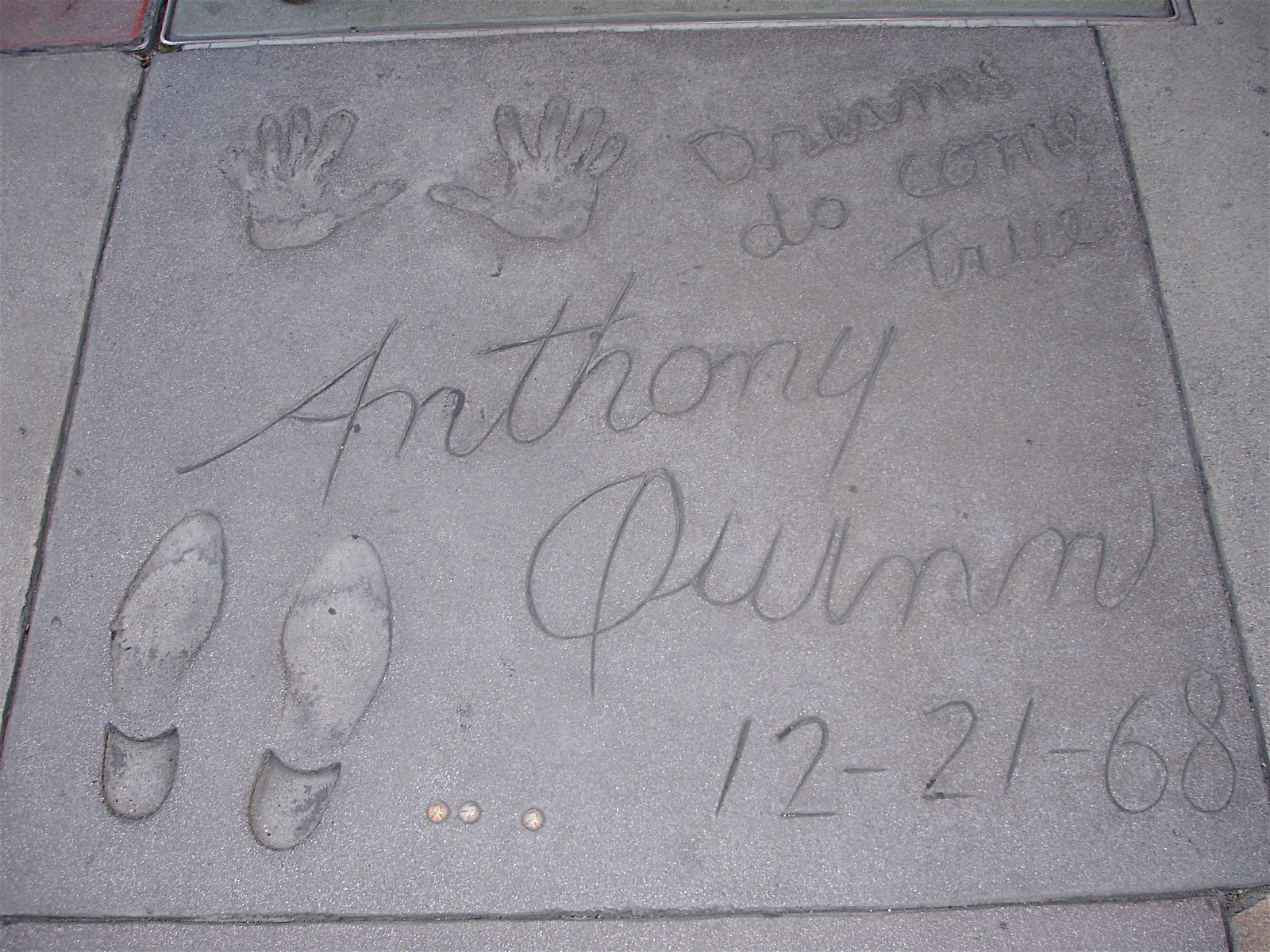
Les empreintes de l'acteur à proximité du Grauman's Chinese Theatre sur Hollywood Boulevard.

### Récompenses
- Oscars 1953 : Oscar du meilleur acteur dans un second rôle pour Viva Zapata!
- Oscars 1957 : Oscar du meilleur acteur dans un second rôle pour La Vie passionnée de Vincent van Gogh
- National Board of Review Awards 1964 : Meilleur acteur pour Zorba le grec
- Golden Globes 1987 : Cecil B. DeMille Award
- Golden Camera 1996 : Prize of the City of Huelva
- Huelva Latin American Film Festival 2001 : Golden Camera pour l'ensemble de sa carrière
- Chamizal Independent Film Festival 2003 : prix pour l'ensemble de sa carrière

### Nominations
- Oscars 1958 : Oscar du meilleur acteur pour Car sauvage est le vent
- British Academy Film Awards 1963 : meilleur acteur étranger pour Lawrence d'Arabie
- Oscars 1965 : Oscar du meilleur acteur pour Zorba le Grec
- British Academy Film Awards 1966 : meilleur acteur étranger pour Zorba le Grec
- Razzie Awards 1992 : pire second rôle masculin pour Les Indomptés

### Hommage
- Anthony Quinn a son étoile sur le Hollywood Walk of Fame au 6251, Hollywood Boulevard.

## Voix françaises
Les premières années de sa carrière, Anthony Quinn a eu diverses voix françaises avant que Jean Clarieux ne devienne sa première voix régulière dans les années 1950. À partir de 1961, Henry Djanik lui a succédé, son timbre de voix se rapprochant davantage de celui de Quinn. D'autres comédiens ont doublé ce dernier occasionnellement, comme Roger Till, André Valmy ou encore Jean Michaud.